# Kangourex
Kangourex (ガルーラ, Garura, dans les versions originales en japonais) est une espèce de Pokémon de première génération.  Kangourex est un Pokémon de type normal.

## Création
Propriété de Nintendo, la franchise Pokémon est apparue au Japon en 1996 avec les jeux vidéo Pocket Monsters Vert et Pocket Monsters Rouge. Son concept de base est la capture et l'entraînement de créatures appelées Pokémon, afin de leur faire affronter ceux d'autres dresseurs de Pokémon. Chaque Pokémon possède un ou deux types – tels que l'eau, le feu ou la plante – qui déterminent ses faiblesses et ses résistances au combat. En s'entraînant, ils apprennent de nouvelles attaques et peuvent évoluer en un autre Pokémon.
La conception de Kangourex est l'œuvre de l'équipe chargée du développement des personnages au sein du studio Game Freak. Son apparence est finalisée par Ken Sugimori pour la première génération des jeux Pokémon, Pokémon Rouge et Pokémon Vert, sortis à l'extérieur du Japon sous les titres de Pokémon Rouge et Pokémon Bleu, ; elle est le deuxième Pokémon à être finalisé, après Rhinoféros.
Son nom français provient des mots « kangourou » et « rex », signifiant roi en latin.

## Kangourex
Kangourex ressemble à un kangourou. Cette espèce de Pokémon est exclusivement composée d'individus femelles.
D'après le Pokédex, c'est un Pokémon particulièrement attachée à ses petits qu’elle élève dans sa poche abdominale pendant 3 ans jusqu’à ce qu’ils soient capables de se nourrir par eux-mêmes. Lorsqu’elles sont en lieu sûr, les Kangourex laissent leurs petits quitter leur poche pour qu’ils puissent jouer sous la surveillance pointue des adultes. Toujours dans un souci de sécurité pour ses petits, Kangourex dort debout afin de ne pas les écraser. Il est recommandé de ne jamais essayer d’attraper un petit Kangourex car ses parents sont toujours à proximité et pourraient se montrer agressives. De plus, un Kangourex se battra jusqu’au bout, et cela même dans les pires conditions, afin de protéger ses petits. Lors d’un combat, Kangourex est capable de lancer un rayon destructeur avec sa bouche et apprécie particulièrement l’utilisation de l’attaque « poing comète ».

## Méga-Kangourex
Méga-Kangourex est un Pokémon de type normal. Ce phénomène de méga-évolution se produit lorsqu'il est proche d'une Kangourexite. Il devient méfiant à ce moment car son petit grandit temporairement et est alors hors de la poche ventrale. Le petit de celui-ci devient alors plus prétentieux mais devient plus musclé et obtient la raison (dans la réalité l'âge de raison est vers 6-7 ans).

## Apparitions

### Jeux vidéo
Kangourex apparaît dans la série de jeux vidéo Pokémon. Kangourex apparaît pour la première fois dans Pokémon Rouge et Vert (Japon) et dans Pokémon Rouge et Bleu (en Europe et aux États-Unis). D'abord en japonais, puis traduits en plusieurs autres langues, ces jeux ont été vendus à près de 200 millions d'exemplaires à travers le monde.

### Série télévisée et films
La série télévisée Pokémon et les films qui en sont issus narrent les aventures d'un jeune dresseur de Pokémon du nom de Sacha, qui voyage à travers le monde pour affronter d'autres dresseurs ; l'intrigue est souvent distincte de celle des jeux vidéo. Dans l'épisode 34 de la saison 1 de la série télévisée Pokémon, Sacha, Ondine et Pierre rencontrent un troupeau de Kangourex au milieu duquel vit un jeune garçon, Tommy, qui ne communique que dans la langue de ces Pokémon.